# Sachsengrund
Sachsengrund ist ein Ortsteil von Muldenhammer im Vogtlandkreis in Sachsen.

## Geografische Lage
Der Waldweiler Sachsengrund liegt etwa 2 km von der Grenze zu Tschechien entfernt in einer Höhe von etwa 750 m ü. NN in einem abgelegenen, waldigen Tal der Großen Pyra, das per Pkw nur über eine Stichstraße zu erreichen ist. Die Region gehört naturräumlich zum Westerzgebirge, geografisch hingegen zum Vogtland. Sachsengrund wurde als Häuslerzeile gegründet.
Etwa 500 m südlich von Sachsengrund befindet sich der „Wettinplatz des Sächsischen Forstamtes Sachsengund“, der anlässlich des 800-jährigen Bestehens des Königshauses Wettin 1889 eingerichtet wurde.

## Geschichte
In der Literatur wird behauptet, dass die Siedlung wahrscheinlich aus einem Hammerwerk für die nahegelegenen Eisensteingruben entstanden sei. Außerdem soll Elias Steiniger erstmals 1664 als Hammerherr zu Rautenkranz und Sachsengrund in Erscheinung getreten sein. In den archivalischen Quellen findet sich darüber kein Nachweis, wohl aber, dass die Errichtung des Hammerwerks Rautenkranz mit dem zugehörigen Hochofen in Sachsengrund durch Elias Steiniger erst 1679 beantragt und daraufhin vom sächsischen Kurfürsten genehmigt wurde. 1664 als Gründungsjahr und die Aussage in der Literatur, dass Steiniger damit wahrscheinlich den Versuch unternahm, das nach dem Dreißigjährigen Krieg „darniederliegende Werk“ wiederaufzubauen, kann daher nicht stimmen, zumal im Privileg ausdrücklich steht, dass die Gründung auf rauher Wurtzel erfolgte. Frühere Ortsnamen, die von der heutigen Schreibung abweichen sind „Saxengrund“ (1758) und „Sachßengrund“ (1768).

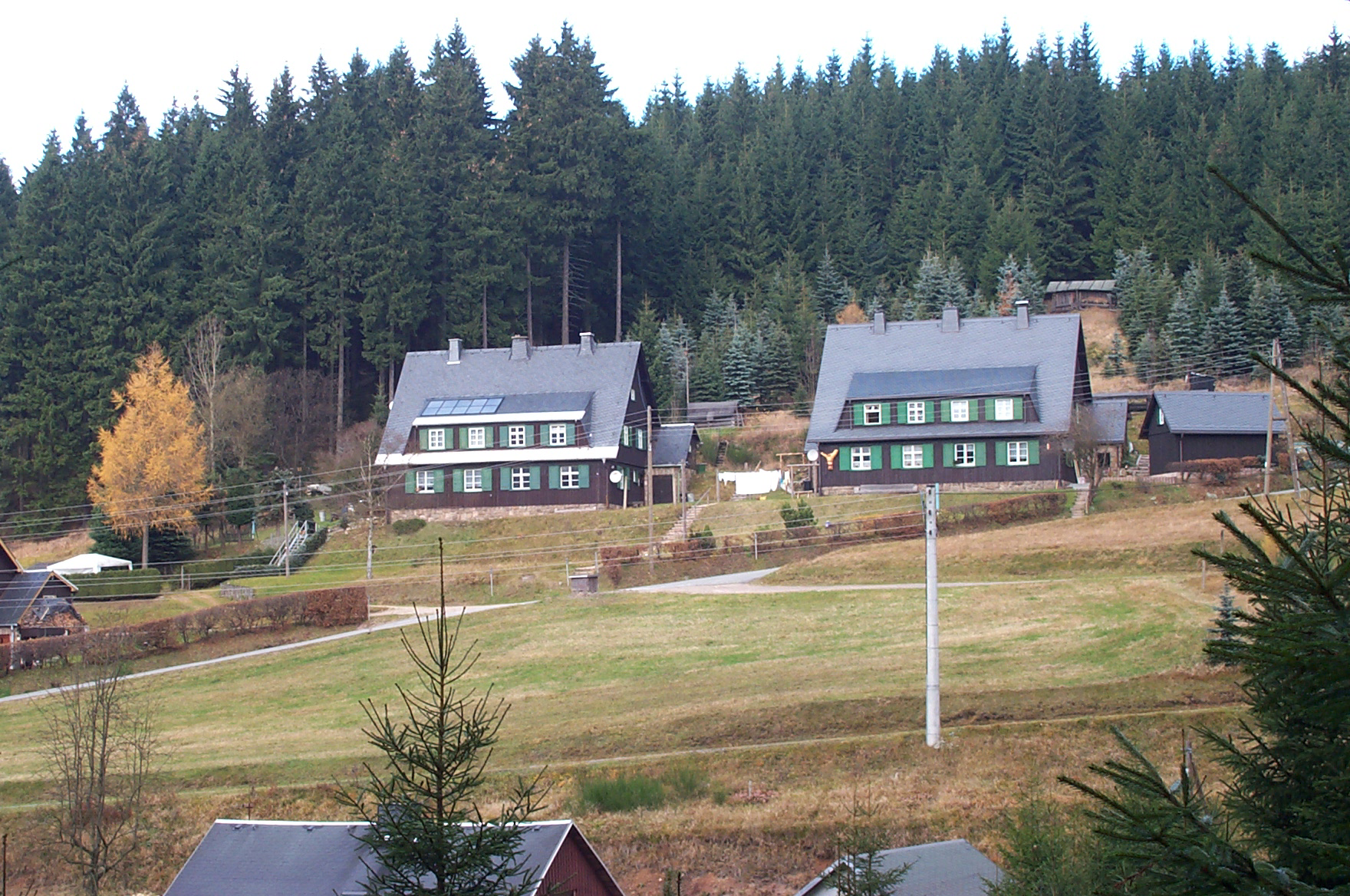
Zollhäuser Sachsengrund

1703 wird in Sachsengrund eine Glashütte erwähnt. Die Privilegien des Hammerwerks Rautenkranz mit Sachsengrund wurden hingegen 1719 erneuert. Der Ort gehörte bis Mitte des 19. Jahrhunderts zum Amt Voigtsberg. In den 1930er-Jahren entstanden mehrere Zollhäuser. Die Ausdehnung des Ortes blieb jedoch recht bescheiden. In der Zeit des nationalsozialistischen Deutschland bestand in Sachsengrund ein Kinderheim, das von „Amt für Volkswohlfahrt“ des Gaus Sachsen der NSDAP betrieben wurde.
Bis zum 30. September 2009 gehörte Sachsengrund zur selbständigen Gemeinde Morgenröthe-Rautenkranz, seit dem 1. Oktober 2009 gehört Sachsengrund zur Gemeinde Muldenhammer.
1880 lebten im Ort 72 Personen in 9 Häusern.
| Jahr          | 1834 | 1871 | 1880 | 1890 | 1930 | 1980 | 2020 |
| ------------- | ---- | ---- | ---- | ---- | ---- | ---- | ---- |
| Einwohnerzahl | 33   | 37   | 72   | 80   | 60   | 50   | 34   |

## Öffentlicher Nahverkehr
Sachsengrund ist Startpunkt der zweistündlichen TaktBus-Linie 22 des Verkehrsverbunds Vogtland nach Schöneck. Der Ort wird dabei nur bei vorheriger Anmeldung bedient. In Jägersgrün kann zur PlusBus-Linie 20 nach Klingenthal sowie zur TaktBus-Linie 23 nach Falkenstein umgestiegen werden.

## Sehenswürdigkeiten
- Naturschutzgebiete „Dreibächel“ und „Großer Kranichsee“
- Aschberg